# Tord Harlin

Wappen von Tord Gösta Harlin

Tord Gösta Harlin (* 30. Mai 1935) ist emeritierter lutherischer Bischof der Schwedischen Kirche. Er war der erste Bischof von Uppsala, der neben einem Erzbischof amtierte.

## Leben
Tord Harlin wurde am 7. Oktober 1990 der erste Bischof der Diözese Uppsala, der neben dem Erzbischof die geistliche Leitung des Erzbistums innehatte. Seit 1990 hat die Diözese Uppsala zwei Bischöfe, wobei der Erzbischof vor allem kirchenleitende Aufgaben für die gesamte Schwedische Kirche wahrnimmt. Tord Harlins Wahlspruch als Bischof lautet: Sub Cruce Lumen („Unter dem Kreuz ist Licht“).
Harlin war Vorsitzender des Diözesanvorstandes und leitete zusammen mit dem Erzbischof die jährlichen Pröbste- sowie Priester- und Diakonentreffen. 1998 unterzeichnete er ein Freundschaftsabkommen mit der Evangelisch-lutherischen Kirche in Simbabwe.
Bischof Tord Harlin legte die Leitung des Bistums am 7. Mai 2000 während eines Abendgottesdienstes im Dom zu Uppsala nieder und beendete damit seine Amtszeit als Bischof der Diözese Uppsala. Sein Nachfolger wurde Ragnar Persenius.
Im Ruhestand widmete sich Tord Harlin der Fotografie. Er hat in verschiedenen Ländern ausgestellt und mehrere Fotokunstbücher veröffentlicht. Kirchen- und Gemeindemagazine nehmen die Hilfe des Fotografen Harlin in Anspruch.

## Werke (Auswahl)
- Vägled varandra med psalmer. Kommentarer till egna psalmer.
- Ande, vind och liv. En bok om den Helige Ande och våra församlingar.
- Att resa trons tecken
- Axel och mormor i Uppsala domkyrka
- Bengt Olof Kälde: kyrkokonstnär och heraldiker hrsg zusammen mit Oloph Bexell
- Botschaft des Doms
- Församlingen – en ny gemenskap
- Glada nyheter för de fattiga
- Gränstrakter: om själens vård i vården
- Halvvägs till himlen, englisch: Half-way to heaven, deutsch: Auf halbem Wege zum Himmel